# ژانا هاکوبیان
ژانا هاکوبیان (ارمنی: Ժաննա Հակոբյան؛  زادهٔ ۱۲ اوت ۱۹۵۴)، نویسنده، شاعر، نثرنویس و پژوهشگر ادبی شاعر اهل ارمنستان است.

## زندگی‌نامه
وی در ۱۲ اوت ۱۹۵۴ در استپاناکرت به دنیا آمد و از دانشکده فلسفه انستیتو علوم تربیتی استپاناکرت فارغ‌التحصیل گشت. وی برنده جوایزی همچون مدال گارگین نژده شده است. وی از سال ۲۰۰۷ عضو اتحادیه نویسندگان ارمنستان می‌باشد.